# Йоганнес Штенбок
Йоганнес Штенбок (нім. Johannes Steenbock; 8 грудня 1894, Бург-ауф-Фемарн — 19 вересня 1974, Ессен) — німецький військовий інженер, контрадмірал-інженер крігсмаріне (1 серпня 1944).

## Біографія
1 жовтня 1913 року вступив на флот. Учасник Першої світової війни. 31 березня 1919 року демобілізований. 1 квітня 1935 року повернувся на флот як офіцер служби комплектування (20 квітня 1941 року відновлений на дійсній службі) і був призначений ад'ютантом, 1 березня 1936 року — мобілізаційним агентом, 1 травня 1937 року — директором центрального і військово-морського відділу військово-економічної інспекції 1-го військового округу. З 15 червня 1938 року — директор військово-економічного району Обергаузен військово-економічної інспекції 4-го військового округу. 30 вересня 1938 року очолив командування озброєнь Ессена, одночасно з 15 грудня 1942 по 31 січня 1943 року — уповноважений з питань гірничої промисловості, житла та енергетики в інспекції озброєння Донеца. 1 лютого 1944 року направлений в інспекцію озброєнь 11-го військового округу, а 1 березня призначений інспектором. 18 квітня 1945 року взятий в полон. 28 травня 1947 року звільнений.

## Нагороди
- Залізний хрест 2-го класу
- Військовий хрест Фрідріха-Августа (Ольденбург) 2-го класу
- Почесний хрест ветерана війни з мечами
- Медаль «За вислугу років у Вермахті» 4-го класу (4 роки; 2 жовтня 1936)
- Хрест Воєнних заслуг 2-го і 1-го класу з мечами